# Izometal Confort
Izometal Confort Timișoara este un grup de companii cu activități în domeniul construcțiilor din România.
Este deținut de omul de afaceri Georgică Cornu, președintele Camerei de Comerț Timișoara, care deține peste 70% din grup.
În anul 2007, grupul de firme Confort Timișoara a achiziționat, cu peste 750.000 de euro, pachetul majoritar de acțiuni la SC Conar SA din Arad.
În august 2008, grupul a preluat un pachet de 33% din acțiunile firmei arădene de construcții ICIM Arad, valoarea tranzacției fiind de peste 4 milioane de euro.
În ultimii ani, proprietarul companiei, Georgică Cornu, a fost în centrul mai multor controverse.
Cifra de afaceri în 2007: 200 milioane euro

## Controverse
În martie 2015, Georgică Cornu a fost cercetat penal pentru evaziune fiscală și spălare de bani.